# Peter Whitehead (coureur)
Peter Nield Whitehead (Menston, 12 november 1914 – Lasalle, Frankrijk, 21 september 1958) was een Brits autocoureur. Tussen 1950 en 1954 nam hij deel aan 12 Grands Prix Formule 1 voor de teams Ferrari, Alta en Cooper en scoorde hierin 1 podium en 4 WK-punten. Hij won de 24 uur van Le Mans in 1951. Hij overleed tijdens de Tour de France toen de Jaguar van hem en zijn halfbroer Graham Whitehead van een brug een 9 meter diep ravijn crashte.